# Агиос Йоанис (окръг Пафос)
̀Агиос Йоа̀нис (на гръцки: Άγιος Ιωάννης) е село в Кипър, окръг Пафос. Според статистическата служба на Република Кипър през 2001 г. селото има 33 жители.
Намира се на 4 км северно от Саламиу. До 1974 г. жителите са предимно кипърски турци.